# ماركوس فاغيسريتر
ماركوس فاغيسريتر (بالألمانية: Markus Wagesreiter) مواليد 14 يناير 1982 في سانت بولتن، النمسا، هو لاعب كرة يد نمساوي يلعب كمحور. مثل منتخب النمسا لكرة اليد.

## سجل المنافسة
شارك في البطولات التالية:
- بطولة العالم لكرة اليد للرجال 2015 [3]
- بطولة أوروبا لكرة اليد للرجال 2014